# Chris & Moira
Chris & Moira è stato un duo musicale maltese formato nel 1993 da Christopher Scicluna e Moira Straface.
Hanno rappresentato Malta all'Eurovision Song Contest 1994 con il brano More Than Love.

## Carriera
Christopher Scicluna (1959-2022) e Moira Straface (n. 1970), entrambi cantanti e chitarristi, si sono incontrati nel 1993 e hanno iniziato una collaborazione artistica e una relazione privata, risultata nel loro matrimonio l'anno seguente.
Nel 1994 hanno partecipato alla selezione del rappresentante maltese per l'Eurovision con il loro singolo di debutto More Than Love, risultandone vincitori. Alla finale dell'Eurovision Song Contest 1994, che si è tenuta il 30 aprile di quell'anno a Dublino, si sono piazzati al 5º posto su 25 partecipanti con 97 punti totalizzati. Sono risultati i preferiti dalla giuria della Bosnia ed Erzegovina, che ha loro assegnato il punteggio massimo di 12 punti.
In seguito alla loro partecipazione eurovisiva, hanno continuato a pubblicare musica su etichette discografiche britanniche e sono andati in tournée in Regno Unito e Svezia.

## Discografia

### Album
- 1998 - Night to Day
- 2004 - Uncivilized
- 2014 - Ninety Nights and a Monday

### EP
- 1994 - More Than Love

### Singoli
- 1994 - More Than Love
- 2013 - Flight 170
- 2013 - Vampires
- 2018 - My Christmas Song for You